# Ambassade d'Algérie au Tchad
L'ambassade d'Algérie au Tchad est la représentation diplomatique de l'Algérie au Tchad, qui se trouve à N'Djamena, la capitale du pays.

## Ambassadeurs d'Algérie au Tchad
- Nadjib Mahdi
- Zineddine Birouk
- AMOR FRITAH
- BENNAOUM DJAMEL EDDINE OMAR
- FAYCAL DJAOUTI